# 真弘寺 (さいたま市)
真弘寺（しんこうじ）は、埼玉県さいたま市南区にある高野山真言宗の寺院。

## 歴史
1963年（昭和38年）、本間照貫によって開山された。照貫は東京大空襲で一族を亡くし、戦後に出家して当寺を創建したものである。高野山真言宗としては埼玉県南部で唯一の寺院である。
1996年（平成8年）に檀信徒専用会館「法殿」を設立した。内部の小ホールは斎場として葬儀が行えるようになっている。また納骨堂を併置している。

## 交通アクセス
- 武蔵浦和駅より徒歩5分。